# Leiopus insulanus
Leiopus insulanus är en skalbaggsart som beskrevs av Sláma 1985. Leiopus insulanus ingår i släktet Leiopus och familjen långhorningar. Inga underarter finns listade i Catalogue of Life.